# نشان رسمی اسرائیل
نشان رسمی اسرائیل (به عبری: סמל מדינת ישראל) یک شمعدان منورا را نشان می‌دهد که از هر طرف با شاخه‌های زیتون احاطه شده و کلمه اسرائیل به زبان عبری (ישראל) در زیر آن نوشته شده است. اگرچه این نشان معمولاً به رنگ آبی و سفید نمایش داده می‌شود، اما بسته به کاربرد، مانند پرچم ریاست‌جمهوری اسرائیل (به پایین مراجعه کنید)، در ترکیب‌های رنگی جایگزین نیز ظاهر شده است.

## تاریخچه

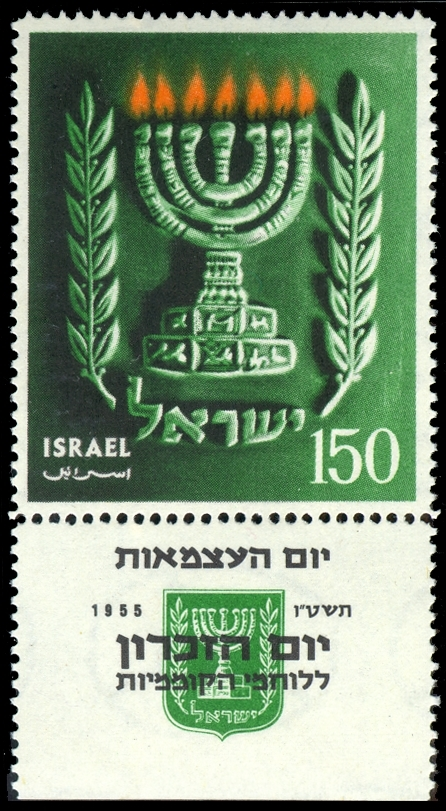
تمبر یادبود تأسیس اسرائیل.

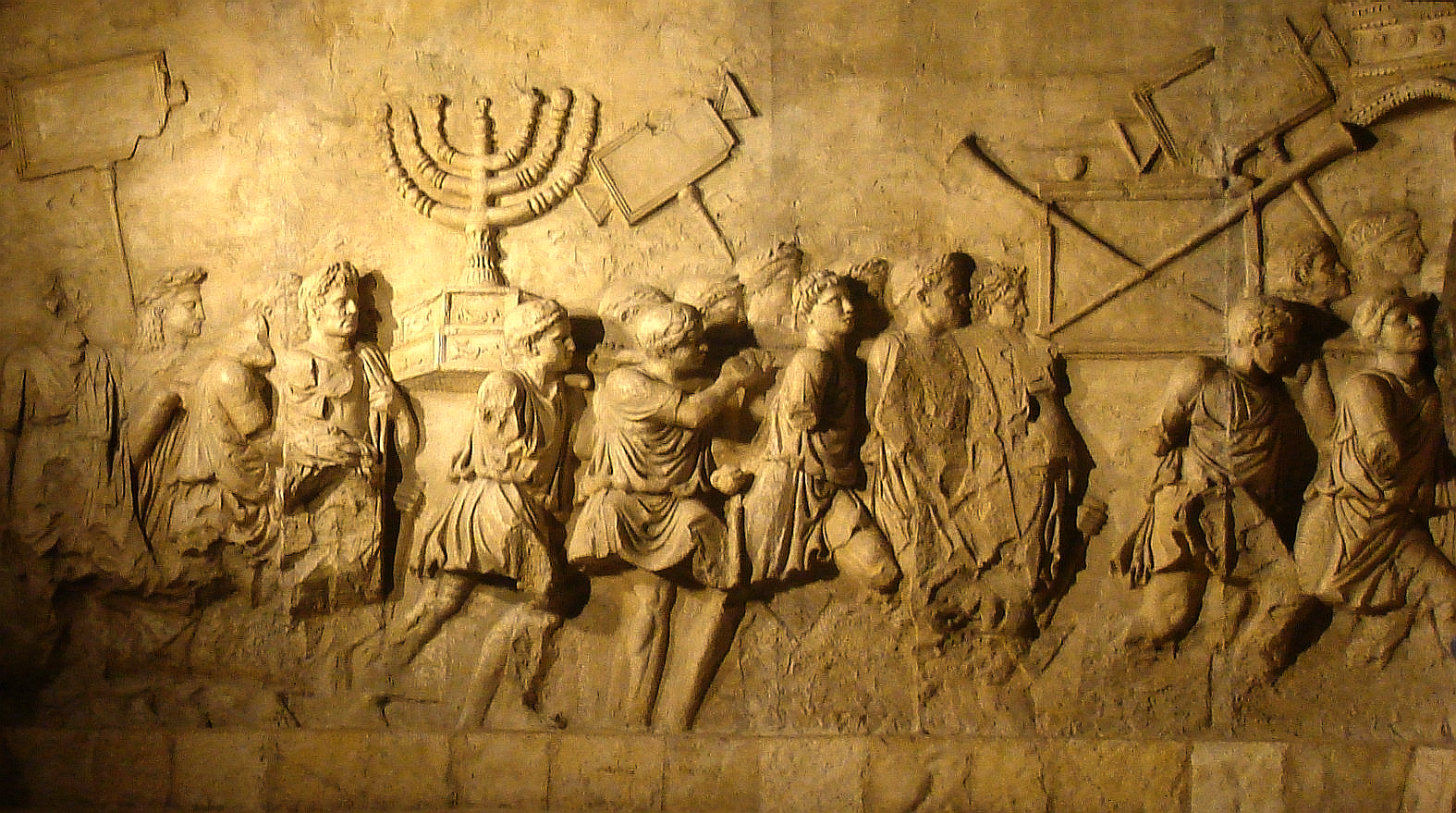
تصویر شمعدان (معبد) مورد استفاده در پرچم بر روی یک تصویر در طاق تیتوس است.

دولت اسرائیل در سال ۱۹۴۸ برای طراحی نماد یک فراخوان مسابقه داد. در برگزاری این رقابت، طرح‌های ارائه شده توسط گابریل و ماکسیم شامیر بر اساس الگو و دیگر عناصر مورد نظر، از میان طرح‌ها و نوشته‌های، (Oteh Walisch ،W. Struski، Yerachmiel Schechter، Willie Wind و ایتامار دیوید) به تصویب رسید و برنده ورود برای انجام این طراحی شدند.

## نسخه‌ها

نشان رئیس‌جمهور
مهر موساد نشانگر نماد منورا (نیایشگاه)